# تييري سانتا
تييري سانتا هو سياسي فرنسي، ولد في 29 أغسطس 1967 في بابيتي في فرنسا. نشط حزبياً في الجمهوريون. وقد انتخب President of the Government of New Caledonia ‏.